# بهيشتي

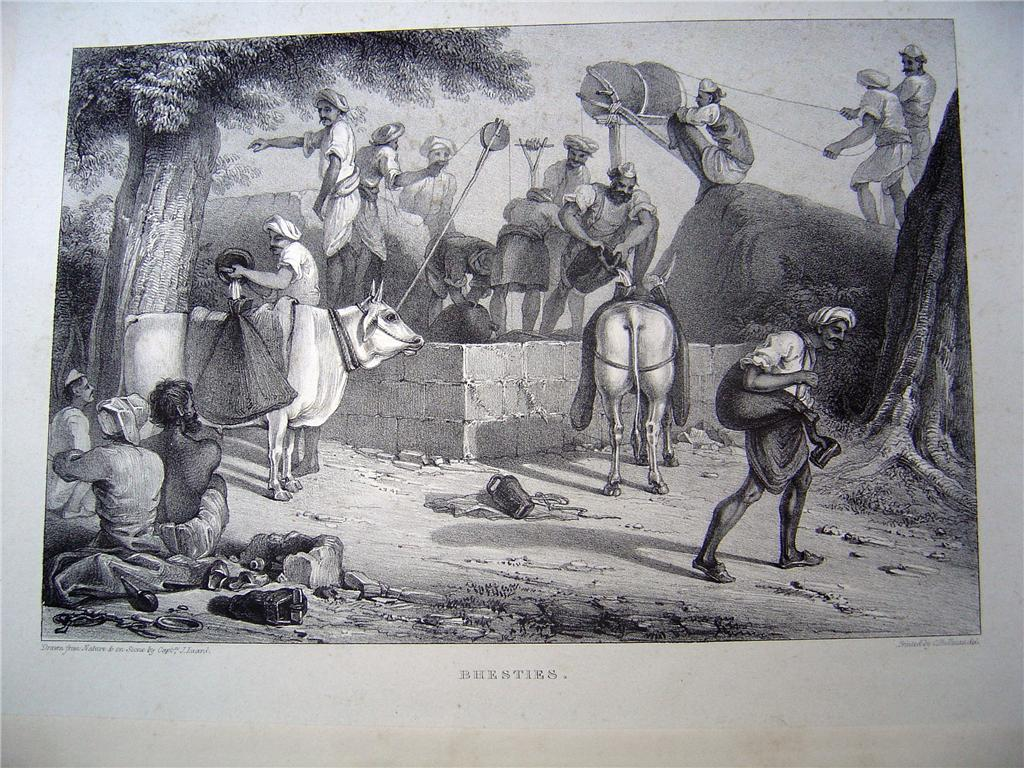
Bhesties, an 1838 illustration showing Bhishtis

بهيشتي أو شيخ عباسي أو السقاءون (بالهندية भिश्ती، بالأوردوية بهِشتي)، هي قبيلة مسلمة تتواجد في شمال الهند وباكستان ومنطقة تيراي في النيبال. يتم تسميتهم في ولاية ماهاراشترا بالشيخ عباسي أو دوند عباسي، غالبًا ما يشار إلى القبيلة باسم باكالي. يرجع أصل قبيلة الشيخ العباسي إلى بني العباس.

## التاريخ والأصل
الشيخ العباسي كانوا يمتهنون مهنة السقاية التقليدية في جنوب آسيا، وكلمة بهشتي مشتقة من الكلمة الفارسية بيشت، بمعنى الجنة، ويقال أن الاسم قد أعطي لهم بسبب وزارتهم للجنود المسلمين في المعارك، حيث كانوا يوردون المياه في قِرَبَات من جلد الماعز المعروف باسم المشق ( لعلها تعني، مَشَقَ الشيءَ: جذبه ليمتدَّ).
في غوجارات، يدعي البهيشتيون أنهم جاءوا من شمال الهند خلال حكم الإمبراطور المغولي أكبر. أما البهيشتون في شمال الهند، يزعمون أنهم من نسل بني العباس العرب، الذين قدموا المياه للجيوش المغولية التي غزت غوجارات.
والبهيشتيون في ولاية ماهاراشترا لا يعرفون أصلهم، على الرغم من أن العديد منهم يدعون الآن أنهم ينتمون إلى المجتمع العباسي. وهم يتواجدون أساسًا في مقاطعات سانجالي وسولابور وكولهابور وبيون. يتكلمون بالهجة الداخانية من الأردية، وكذلك المهاراتية.
هاجر عدد كبير من الشيخ عباسي من دلهي إلى باكستان، عندما أنفصلت باكستان عن الهند. وهم الآن موجودون بشكل مركز في كراتشي، ويشكلون مجموعة فرعية داخل مجموعة المهاجرين العرقية الأكبر.